# ای‌بی‌سی‌دی ۲
ای‌بی‌سی‌دی ۲ (به انگلیسی: ABCD 2) یا هر کسی می‌تونه برقصه ۲ فیلمی است محصول سال ۲۰۱۵ و به کارگردانی رومئو دی‌سوزا است. در این فیلم بازیگرانی همچون پرابو دوا، وارون دهاوان، شرادها کاپور، لارن گوتلیب، راغاو جویال، پانیت پاتک، دارمش یلنده، تیسکا چوپرا و پوجا باترا ایفای نقش کرده‌اند.
این فیلم دنباله فیلم ای‌بی‌سی‌دی: هر کسی می‌تونه برقصه می‌باشد.